# یواس‌اس کوئین سیتی (۱۸۶۳)
یواس‌اس کوئین سیتی (۱۸۶۳) (به انگلیسی: USS Queen City (1863)) یک کشتی بود که طول آن not known بود. این کشتی در سال ۱۸۶۳ ساخته شد.